# أول أوت!!
أول أوت!! هي سلسلة مانغا يابانية من تأليف شيوري آماسي صدرت في الفترة من نوفمبر 2012 حتى فبراير 2020 وتم جمعها في 17 تانكوبون وتم عمل مسلسل أنمي صدر في أكتوبر 2016 حتى مارس 2017.